# Osterwies
Osterwies ist ein Gemeindeteil der Stadt Wasserburg am Inn im oberbayerischen Landkreis Rosenheim.

## Geografie
Die Einöde Osterwies befindet sich etwa dreieinhalb Kilometer westnordwestlich von Wasserburg auf einer Höhe von etwa 500 m ü. NHN.

## Geschichte
Der im 19. Jahrhundert entstandene Ort wurde ein Bestandteil der Landgemeinde Attel. Diese war mit den Verwaltungsreformen zu Beginn des 19. Jahrhunderts im Königreich Bayern entstanden. Im Zuge der Gebietsreform in Bayern wurde Osterwies im Jahr 1978 zusammen mit dem größten Teil der Gemeinde Attel in die Stadt Wasserburg eingegliedert.

## Verkehr
Die Anbindung an das öffentliche Straßennetz wird durch mehrere Gemeindestraßen hergestellt, die Osterwies unter anderem mit der etwa 700 Meter östlich des Ortes vorbeiführenden Bundesstraße 15 verbinden.